# Emilia hantamensis
Emilia hantamensis là một loài thực vật có hoa trong họ Cúc. Loài này được J.C.Manning & Goldblatt mô tả khoa học đầu tiên năm 2001.